# 劉秉鈞 (光緒進士)
劉秉鈞（？—？），山西省遼州直隸州人，清朝政治人物、同進士出身。
光緒十五年（1889年），参加光緒己丑科殿試，登進士三甲50名。同年五月，改翰林院庶吉士。光緒十六年四月，散館，授翰林院檢討。